# Miller's Girl
Miller's Girl är en amerikansk erotisk dramathriller från 2024. Filmen är regisserad av Jade Halley Bartlett som även skrivit filmens manus.
Filmen hade biopremiär i USA den 26 januari 2024.

## Handling
Filmen kretsar kring läraren Jonathan Miller och den talangfulla studenten Cairo Sweet där en uppgift i kreativt skrivande leder till en komplicerad relation.   

## Rollista (i urval)
- Martin Freeman – Jonathan Miller
- Jenna Ortega – Cairo Sweet
- Gideon Adlon – Winnie Black
- Bashir Salahuddin – Boris Fillmore
- Dagmara Domińczyk – Beatrice June Harker, Jonathans fru
- Christine Adams – Joyce Manor, studierektor